# Алаг-Нурская впадина
Алаг-Нурская впадина (также Сухайтын-Холойская впадина) — понижение рельефа, разделяющее Монгольский и Гобийский Алтай (в морфотектоническом отношении). Впадина имеет треугольную форму. С запада ограничена хребтами Хувчийн-Нуру, с юга — хребтом Их-Таянгийн-Нуру, с юго-востока — хребтом Аж-Богдын-Нуруу. С севера впадина обрамлена субширотной частью Монгольского Алтая. Впадина находится на территории аймака Говь-Алтай.
Названия впадине даны по названию озера Алаг-Нуур (в западной части) и долины Сухайтын-Хоолой (в восточной части). В долине, в 18 км от центра сомона Цээл, расположен крупный железорудный разрез.